# Lina Nielsen
Lina Nielsen (Londres, 13 de marzo de 1996) es una deportista británica que compite en atletismo, especialista en las carreras de velocidad, vallas y relevos. Su hermana gemela Laviai compite en el mismo deporte.

## Trayectoria
Ganó una medalla de bronce en el Campeonato Mundial de Atletismo en Pista Cubierta de 2024 y dos medallas en el Campeonato Europeo de Atletismo en Pista Cubierta de 2025. Obtuvo la victoria en dos reuniones de la Liga de Diamante: una en 2022 y otra en 2023.
Estudió el grado de Química en la Queen Mary University de Londres. Además, es instructora de yoga. Padece desde los 17 años de esclerosis múltiple.

## Palmarés internacional
| Campeonato Mundial en Pista Cubierta | Campeonato Mundial en Pista Cubierta | Campeonato Mundial en Pista Cubierta | Campeonato Mundial en Pista Cubierta |
| Año                                  | Lugar                                | Medalla                              | Prueba                               |
| ------------------------------------ | ------------------------------------ | ------------------------------------ | ------------------------------------ |
| 2024                                 | Glasgow (Reino Unido)                | Medalla de bronce                    | 4 × 400 m                            |
| Campeonato Europeo en Pista Cubierta |                                      |                                      |                                      |
| Año                                  | Lugar                                | Medalla                              | Prueba                               |
| 2025                                 | Apeldoorn (Países Bajos)             | Medalla de plata                     | 4 × 400 m                            |
| 2025                                 | Apeldoorn (Países Bajos)             | Medalla de bronce                    | 4 × 400 m mixto                      |